# Cyrtandra similis
Cyrtandra similis är en tvåhjärtbladig växtart som beskrevs av Eduardo Quisumbing y Argüelles. Cyrtandra similis ingår i släktet Cyrtandra och familjen Gesneriaceae. Inga underarter finns listade i Catalogue of Life.